# Mombassa
Mombassa (ook geschreven als Mombasa) is de tweede stad van Kenia en de hoofdstad van de provincie Pwani (Coast). De stad ligt in het uiterste zuidoosten van Kenia, aan de Indische Oceaan.
De stad ligt op een eiland van 15 km², met buitenwijken op het vasteland. Het heeft een bevolking van 1.208.333 inwoners (volgens de volkstelling van 2019), die voornamelijk bestaat uit islamitische Mijikenda en Swahili. De officiële talen zijn Engels en Swahili.
Mombassa is een belangrijke havenstad, met de enige internationale zeehaven van Kenia. Het is ook een belangrijk centrum voor de toeristische industrie, vooral voor strandvakanties langs de Keniaanse kust. Een aantal verschillende luchtvaartmaatschappijen voert lijndiensten uit op de internationale luchthaven Moi International Airport.

## Geschiedenis
Het is onbekend wanneer de stad gesticht werd, maar zij werd al in de 12e eeuw door Al-Idrisi genoemd als belangrijke handelsstad. Vanuit de stad werd ivoor, gierst, sesam en kokosnoten vanuit het achterland geëxporteerd naar andere gebieden aan de Indische Oceaan. 
De Chinese vloot van Zheng He deed volgens de overlevering Mombassa rond 1415 aan. De ontdekkingsreiziger Vasco da Gama was in 1498 de eerste Europeaan die de stad bezocht. In 1591 werd de stad veroverd door de Portugezen, die in 1593 het Fort Jesus bouwden om de stad in handen te houden. In 1638 werd Mombassa formeel een Portugese kolonie.
In de 18e en 19e eeuw werd de heerschappij over de stad betwist tussen Portugal, het Sultanaat Oman  en het Verenigd Koninkrijk. In 1898 ging de stad definitief over in Britse handen en werd het de hoofdstad van het Britse East Africa Protectorate, een de facto Britse kolonie in wat nu Kenia is. Mombassa werd bestuurd door het Britse protectoraat Zanzibar tot de onafhankelijkheid van Kenia in 1963, waarbij de stad onderdeel van de nieuwe Keniaanse staat werd.
Op 28 november 2002 werden tien Keniaanse en drie Israëlische burgers gedood door een zelfmoordaanslag met een autobom bij het Paradise Hotel in Mombassa. Twintig minuten voor deze aanslag werden luchtdoelraketten afgevuurd op een Boeing 757 van Arkia Israeli Airlines die opsteeg vanaf Moi International Airport, de luchthaven van Mombassa. De hoofdverdachte van beide aanslagen is Al Qaida.
Na de aardbeving in de Indische Oceaan in 2004 moesten honderden de kust ontvluchten om de naderende tsunami te ontkomen. Hierbij is één sterfgeval bekend.

## Sport
De wereldkampioenschappen veldlopen 2007 vonden plaats in Mombassa. 

## Bekende bouwwerken
- Fort Jesus
- Heilige Geestkathedraal

## Geboren
- Cosima von Bonin, Duits schilder
- Douglas Wakiihuri, hardloper
- Aboud Omar, voetballer

## Partnersteden
- Seattle (Verenigde Staten)
- Honolulu (Verenigde Staten)

## Wetenswaardigheden
- New Mombasa, een futuristische versie van de stad Mombassa, is een fictieve locatie in de computerspellen Halo 2 en Halo 3: ODST.
- De Deense schrijfster Karen Blixen arriveerde in Mombassa in 1914. De stad komt voor in haar boek Out of Africa en de gelijknamige film uit 1985.
- In 2021 schonk Ruben Terlou met een aflevering van De wereld van de Chinezen aandacht aan de stad.[3]

## Afbeeldingen

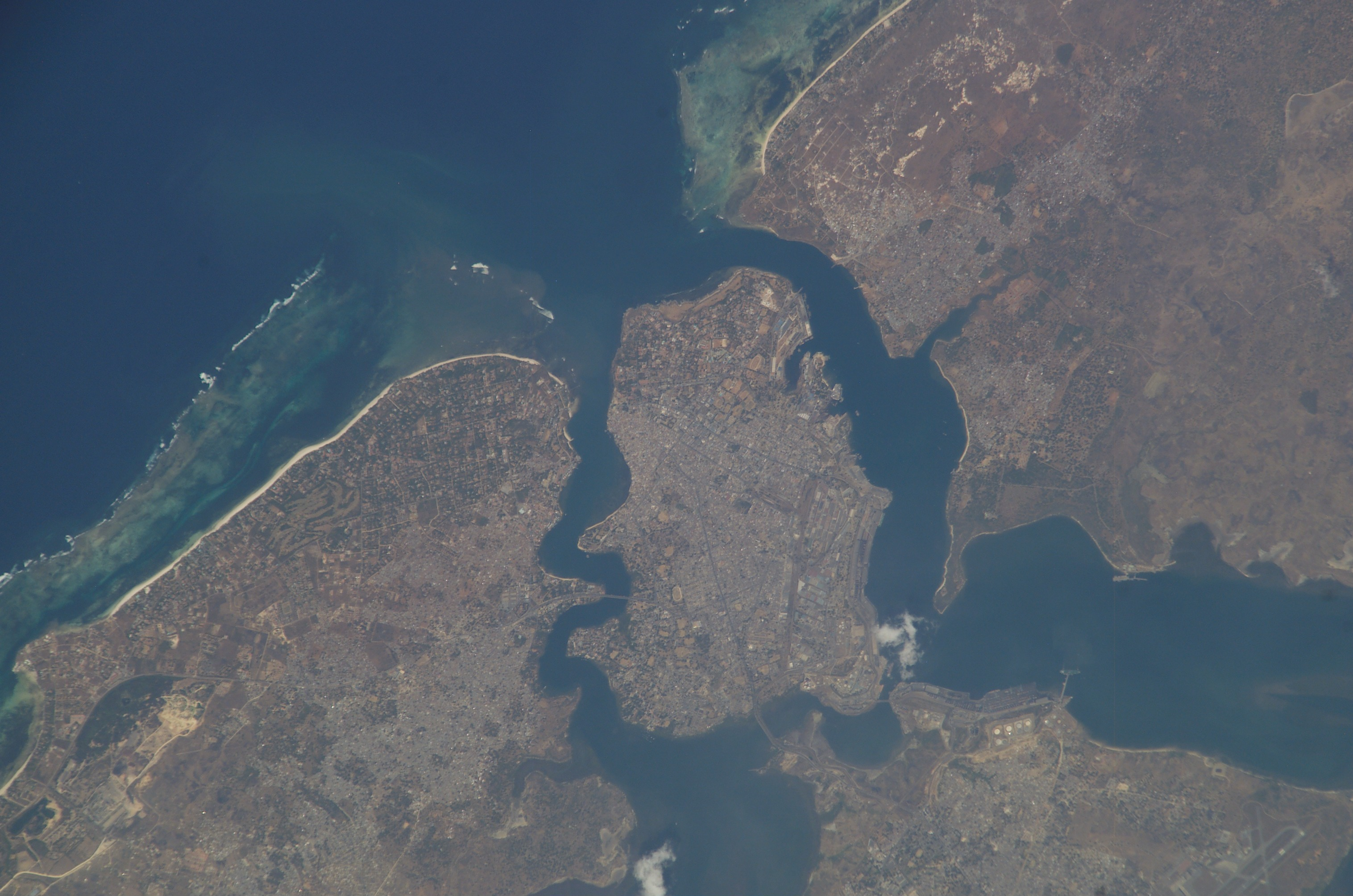
Foto van Mombassa genomen in de ruimte
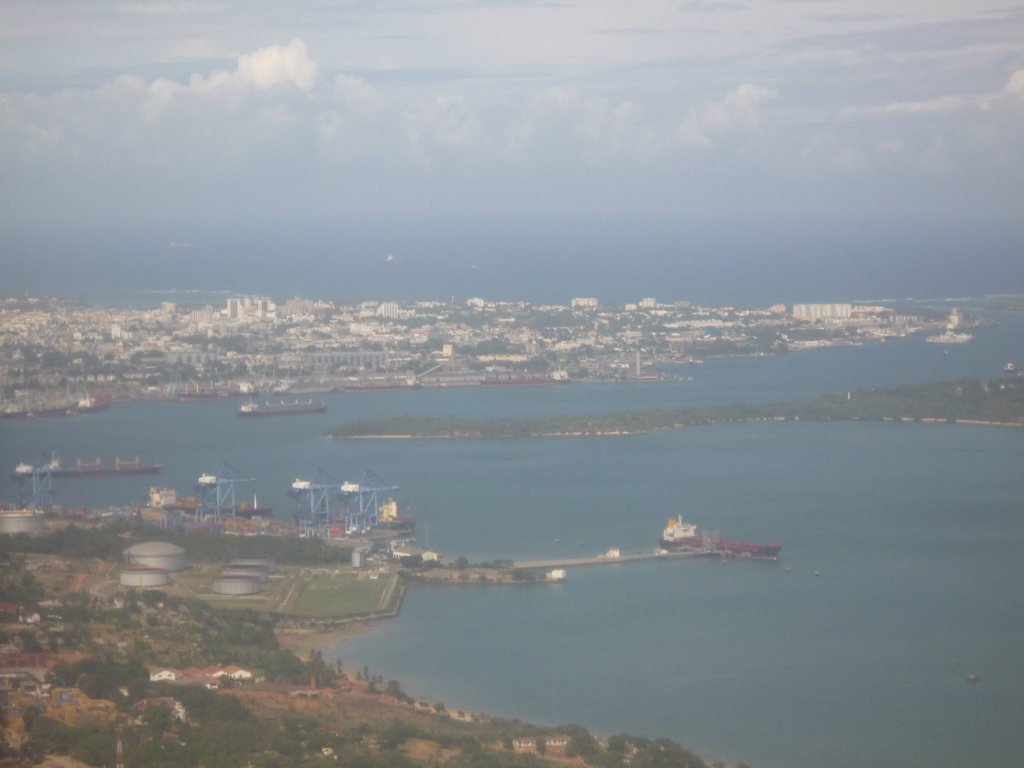
Luchtfoto
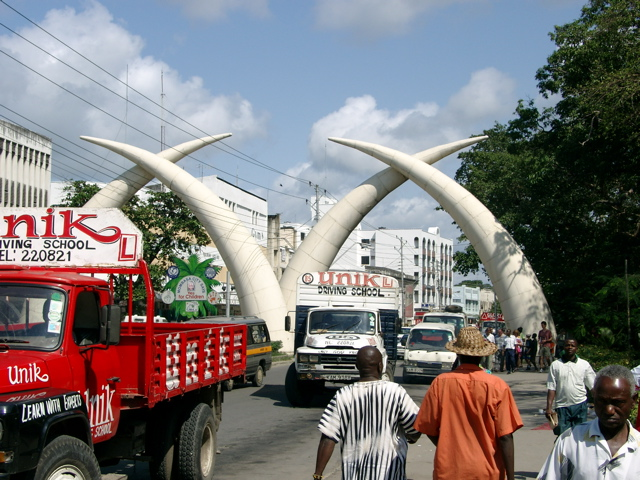
Olifantenslagtanden in Mombasa
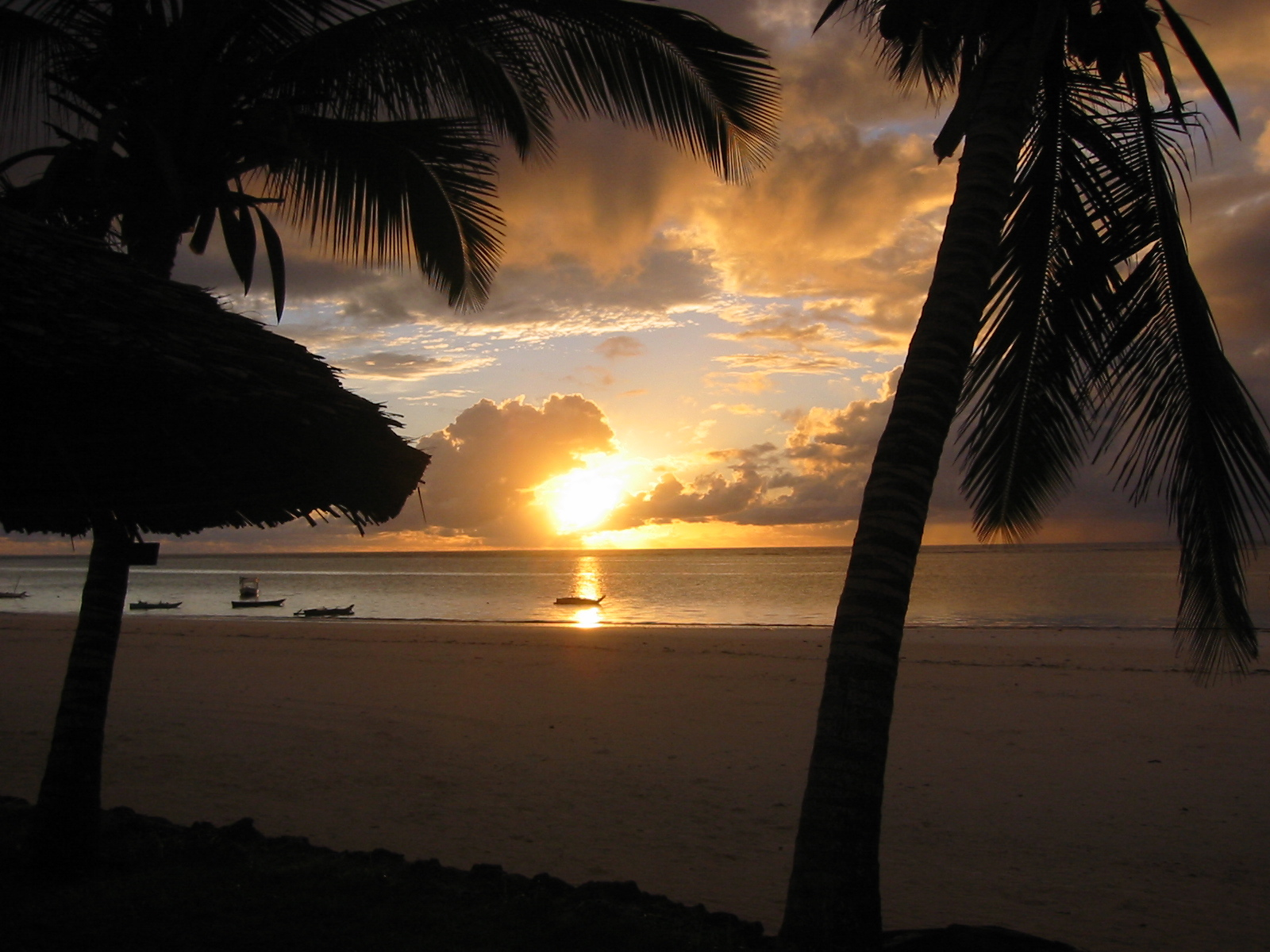
Zonsopgang aan het strand in Mombasa
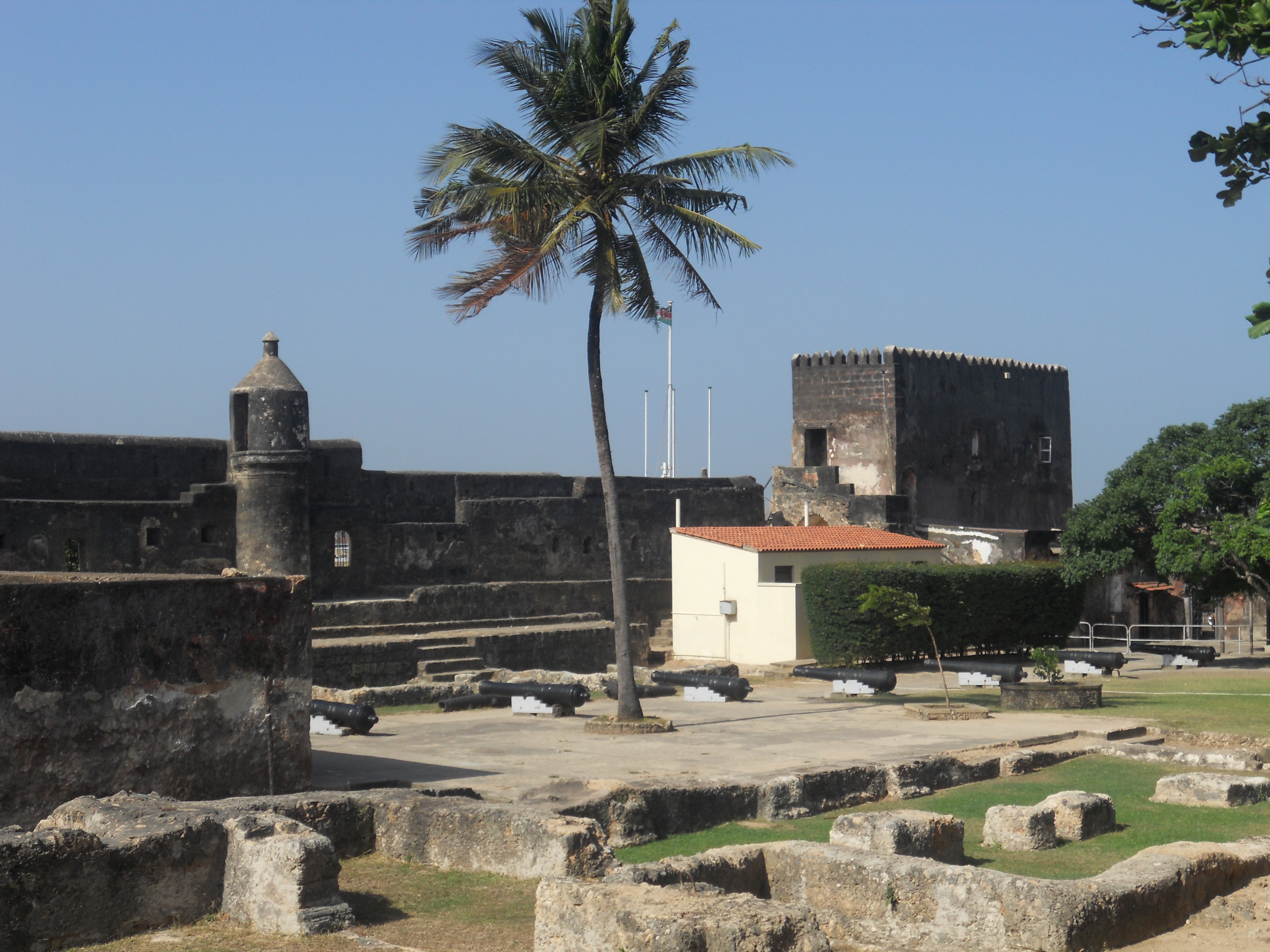
Fort Jesus in Mombassa